# Лемус Лопес, Хосе Мария
Хосе Мария Лемус Лопес (исп. José Maria Lemus López, 22 июля 1911 — 1 апреля 1993) — сальвадорский военный и политик, президент Сальвадора в 1956—1960 годах.

## Политическая биография
Был избран президентом в 1956 году на 6-летний срок в соответствии с Конституцией 1950 года. Его правительство отличалось либеральным характером, и позволило вернуться из-за границы изгнанником, а также выпустило из тюрем политических заключённых. Однако падение мировых цен на кофе (который был основной экспортной культурой страны) вынудило свернуть программу социальных реформ, начатую его предшественником, что привело к росту недовольства и протестам. В 1960 году Хосе Мария Лемус Лопес был свергнут в результате военного переворота.
После отстранения от власти удалился в изгнание в Коста-Рику. В конце жизни проживал в США. После его смерти его останки были возвращены на родину и похоронены с церемониями, соответствующими главе государства.